# Arie de Boo
Arie Martinus (Arie) de Boo (Delft, 10 januari 1936 - Rotterdam, 20 mei 1987) was een Nederlands journalist en politicus voor de Christelijk-Historische Unie.
Als zoon van Adriaan de Boo (eigenaar van een bouwbedrijf) en Erstina Hendrica Post ging De Boo na de Hogere Burgerschool aan de Vrije Universiteit Amsterdam politicologie studeren, waar hij in 1963 afstudeerde. Hij was toen al politiek actief als vicevoorzitter bij de Christelijk-Historische Jongeren Organisatie (~1960) en werd in 1965 redactie-secretaris bij het C.H.weekblad "De Nederlander". Ook werd hij lid van het partijbestuur van de CHU.
Van 1966 tot 1968 was hij wetenschappelijk medewerker van de CHU Tweede Kamerfractie, tot hij in 1968 zelf in de Tweede Kamer der Staten-Generaal werd gekozen. Hij zou Kamerlid blijven tot 1972, met een onderbreking van enkele maanden in 1971. In de Tweede Kamer hield hij zich vooral bezig met cultuur, maatschappelijk werk, mediabeleid, volkshuisvesting, sociale zaken en defensie. Ook was hij enige tijd fractiesecretaris en lid van de Noord-Atlantische Assemblée (1970-1972).
In 1969 trouwde hij te Rijswijk met Willy Verschoor, met wie hij een dochter zou krijgen (huwelijk werd in 1980 weer ontbonden). Hij werd na zijn Kamerlidmaatschap economisch redacteur bij het Algemeen Dagblad en was politiek redacteur bij het weekblad Accent (~1976).